# كامبوليتو
كامبوليتو كومونا (او بلدية) تقع في مقاطعة كامبوباسو في منطقة مُليزة الإيطالية، إذ تقع على بعد مسافة 11 كيلومتر (7 ميل) شمال شرق كامبوباسو.
ويحدها ما يلي من البلديات: كاستيلينو ديل بيفيرنو، ماتريس، موناسيليوني، موروني ديل سانيو، ريبابوتوني، سان جيوفاني في جالدو.

## المدن الشقيقة - البلدات التوأم
تعد كامبوليتو توأم لـ:
- Arese, إيطاليا (منذ 2006)

## روابط خارجية
- الموقع الرسمي